# Marie Tauberth
Marie Tauberth (24. Mai 1896 in Dresden – 9. Februar 1971 ebenda) war eine deutsche Politikerin.

## Leben
Marie Tauberth, deren Vater Johannes Tauberth Mathematiklehrer an der Kreuzschule in  Dresden war, besuchte die Höhere Mädchenschule und schloss 1920 das Lehrerinnenseminar ab. Sie lehrte bis 1944 an der 5. Dresdner Volksschule, am Eugienstift Klingenberg und der Mädchenberufsschule Dresden. 1944 arbeitete sie als Abteilungsleiterin an der Schule für Kinderpflegerinnen in Dresden. 1945 bis 1947 leitete sie die Dresdner Mädchenberufsschule. Bis 1950 arbeitete sie als Stadtschulrätin in Dresden, danach leitete sie bis zu ihrer Pensionierung 1956 die kaufmännische Berufsschule Dresden.

## Politik
Tauberth war Mitbegründerin der LDPD in Dresden und zeitweise Mitglied des Zentralvorstandes der LDPD, ab 1957 Vorsitzende des Bezirksausschusses der Nationalen Front sowie Mitglied des Rates der Internationalen Demokratischen Frauenföderation (IDFF). Von 1950 bis 1967 war sie Mitglied des DFD-Bundesvorstandes und nahm als Delegierte des Frauenverbandes an mehreren Weltfrauenkongressen teil. Von 1950 bis 1952 war sie Abgeordnete des Sächsischen Landtages.